# هایم سولومون
هایم سولومون (۷ آوریل ۱۷۴۰–۶ ژانویه ۱۷۸۵) یک یهودی اسپانیایی-پرتغالی بود که در زمان انقلاب آمریکا از لهستان به نیویورک مهاجرت کرد. او یک بانکدار بود و کمک کرد که وام‌های فرانسه برای رابرت موریس تبدیل به پول نقد شوند. با این کار او کمک بزرگی به ارتش آمریکا در جنگ با انگلستان نمود. ستاره داوودی که بر روی نقش بزرگ ایالات متحده‌است به واسطه قدردانی از خدمات او قرار گرفت.

## زندگی‌نامه
هایم سولومون در لشنو، لهستان از یک خانواده یهودی سفاردی اهل پرتغال به دنیا آمد. در جوانی عبری یادگرفت. به واسطه مسافرت‌هایی که به اروپای غربی داشت، دانش اقتصاد و چندین زبان خارجی را یادگرفت. در سال ۱۷۷۰ به لهستان بازگشت ولیکن دو سال بعد در زمان تجزیه لهستان به انگلستان رفت. در ۱۷۷۵ به نیویورک مهاجرت کرد، که در آنجا یک بانکدار معروف شد و در تجارت خارجی قدرت گرفت.
بعد از آشنایی با کولونی‌ها، او با الکساندر مک دوگال رفاقت کرد. در ژوئیه ۱۷۷۷، او با راشل فرانکز، دختر موزس فرانکز، یکی از یهودیان مهم کولونی‌ها ازدواج کرد. موزس فرانکز یکی از بزرگترین تاجران برده در آن زمان بود. اولین فرزند آنان یک پسر به نام عزکیل در تابستان ۱۷۷۸ به دنیا آمد. بعداً در فیلادلفیا دو دختر نیز از همسر او به دنیا آمد. راشل سولومون چهارمین فرزند خود را سه ماه بعد از مرگ شوهرش به دنیا آورد و او راهایم م. سولومون نام نهاد.

## فعالیت‌ها
او که با طرفداران جدایی از انگلستان همدردی می‌کرد به عضویت شعبه نیویورک فرزندان آزادی درآمد. در سال ۱۷۷۶ به دلیل جاسوسی دستگیر شد ولی انگلستان او را بعد از تنها ۱۸ ماه اسارت بخشید. سولومون از موقعیت خود استفاده کرد و به بقیه زندانیان کمک کرد که از دست انگلیسی‌ها فرار کنند. در ۱۷۷۸ او دوباره دستگیر شد و این بار به مرگ محکوم گردید. او موفق به فرار شد و به همراه خانواده خود به فیلادلفیا رفت.

## فعالیت‌های اقتصادی
بعد از اینکه در فیلادلفیا مسقر شد او دوباره فعالیتهای بانکی خود را شروع کرد. او به عنوان نماینده سفیر فرانسه و مسئول اقتصادی کولونیهای فرانسه در آمریکا انتخاب شد. در سال ۱۷۸۱ او شروع به کار با رابرت موریس کرد که مسئول اقتصادی سیزده کولونی آمریکا بود.
در سال ۱۷۸۱ ارتش آمریکا موفق شد ژنرال چارلز کورنوالیس را در ویرجینیا محاصره کند. جورج واشینگتن و کنت روشامبو به همراه سربازان فرانسوی او تصمیم گرفتند که ضربه نهایی را در یورکتاون به نیروهای انگلیسی بزنند. واشینگتن تخمین زد که حداقل ۲۰۰۰۰ دلار برای این حمله نیاز دارد. وقتی موریس به او گفت که پول یا اعتباری برای این حمله ندارد، واشینگتن به سراغ‌هایم سولومون رفت. سولومون ۲۰۰۰۰ دلار تهیه کرد و واشینگتن به یورکتاون حمله کرد که این جنگ آخرین جنگ انقلاب آمریکا شد.
سولومون مسئول بازپرداخت غنایم جنگ به فرانسه و هلند شد. سولومون همچنین به افرادی نظیر جیمز مدیسون و جیمز ویلسون کمک کرد. او معمولاً سودی کمتر از نرخ سود بازار دریافت می‌کرد و بازپرداخت را با تأخیر قبول می‌نمود.
عهدنامه پاریس که در ۳ سپتامبر ۱۷۸۳ امضاء شد انقلاب آمریکا را پایان بخشید ولیکن مشکلات مالی کشور جدید را حل نکرد. بدهی آمریکا به فرانسه هیچوقت به صورت کامل پرداخت نشد که باعث بروز مشکلات مالی در فرانسه گردید که منجر به انقلاب فرانسه شد.

## فعالیتهای یهودی
سولومون در بین یهودیان بسیار فعال بود و عضو انجمن میکوه اسرائیل در فیلادلفیا بود. او در سال ۱۷۸۲ بزرگترین مقدار پول را برای ایجاد ساختمان مرکزی اهدا کرد. او در سال ۱۷۸۳ در بین یهودیان بانفوذی بود که دولت پنسیلوانیا را مجبور کردند که تست دینی را برای پست‌های دولتی حذف کند. دوست قدیمی سولومون، رابرت موریس بود که لایحه حذف تست دینی را در پنسیلوانیا ارائه کرد.

## مرگ
هایم سولومون در ۶ ژانویه ۱۷۸۵ در پنسیلوانیا از دنیا رفت. سنگ قبر او در قبرستان میکوه اسرائیل در خیابان اسپروس در پنسیلوانیا است.